# Église catholique en Zambie

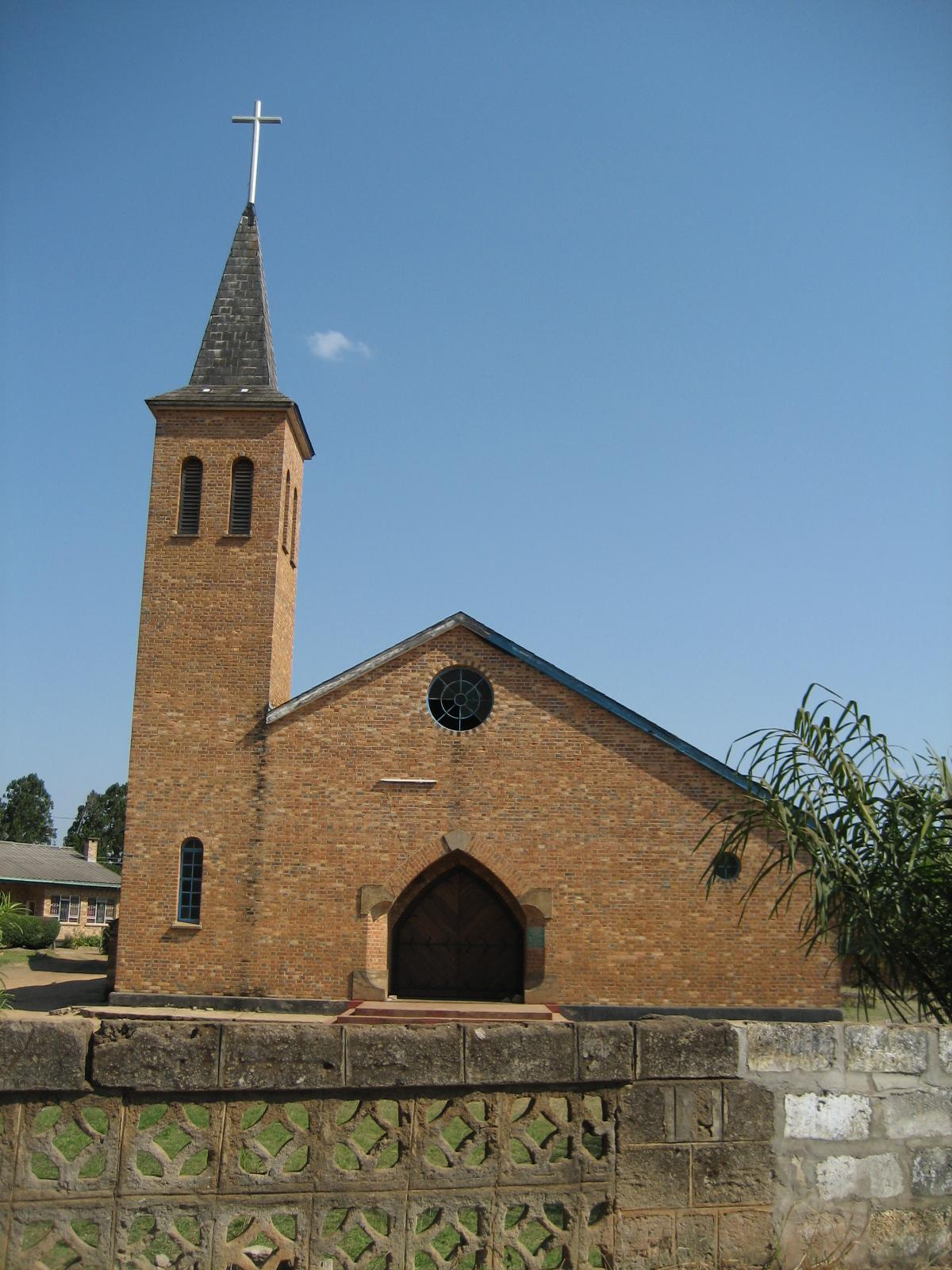
Église à Mansa.

L'Église catholique en Zambie est l'une des principales religions, avec environ trois millions de fidèles, soit un quart de la population. Il y a dix diocèses, dont deux archidiocèses.

## Histoire
Les premiers catholiques sont des Jésuites arrivés en Zambie en 1879. Les Pères blancs sont présents à partir de 1891. En 1931, ce sont des Franciscains qui mettent en place les premières missions permanentes. En 1959 Lusaka devient un diocèse, puis c'est le tour de Kasama.
Certains catholiques ont appuyé les mouvements pro-démocratiques ou s'engagent en politique.

## Organisation
- Archidiocèse de Kasama
  - Diocèse de Mansa (en)
  - Diocèse de Mpika (en)
- Archidiocèse de Lusaka
  - Diocèse de Chipata (en)
  - Diocèse de Kabwe (en)
  - Diocèse de Livingstone (en)
  - Diocèse de Mongu (en)
  - Diocèse de Monze (en)
  - Diocèse de Ndola (en)
  - Diocèse de Solwezi (en)